# Lofast

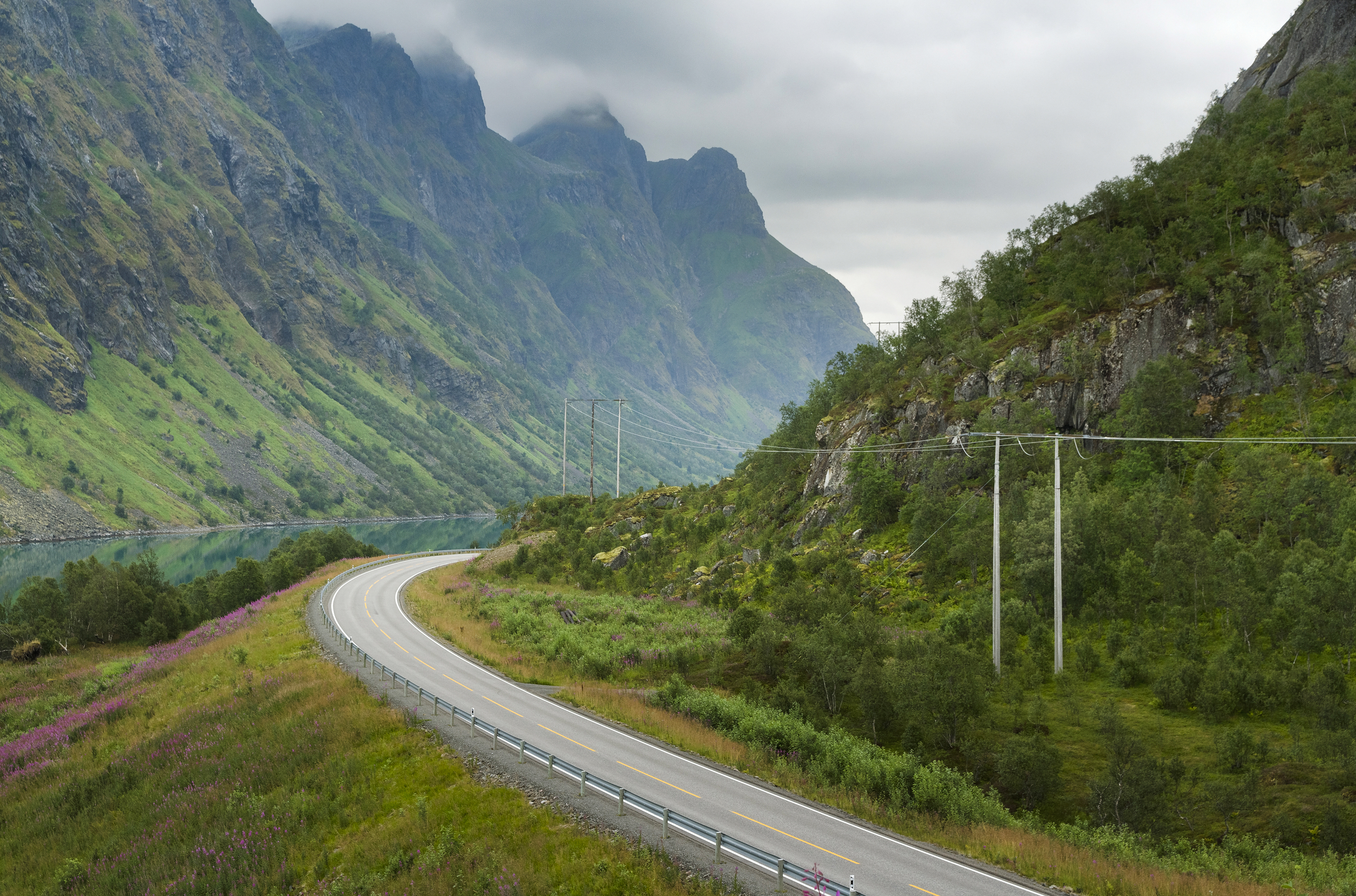
E10 på Hinnøya vid Ingelsfjorden i augusti 2014 (utsikt österut).

Lofast (Lofotens fastlandsförbindelse) är en vägförbindelse på Europaväg 10 i Nordnorge, mellan fastlandet i Nordland och Troms fylken till ögruppen Lofoten.
Första delen av vägen, Fiskebøl-Raftsundet, var färdig 1998. Denna delen är 24 kilometer och innehåller en 3,3 kilometer lång tunnel under Sløverfjorden, 2 vanliga tunnlar, och bron över Raftsundet (711 meter), från Austvågøya til Hinnøya.
Andra delen av vägen startades 2004 och blev färdig 2007. Den går från östsidan av Raftsundet, längst södra sidan av Ingelsfjorden, över Ingelsfjordeidet och till Øksfjorden. Vägen går över fjorden där fjorden är som smalast, och går så vidare genom den 6,3 kilometer långa Sørdalstunnelen till Sørdalen. Vidare följer den dalen till Gullesfjordbotn. Denna, andra etappen av vägen, omfattar 29 kilometer, och av dessa går 8,3 kilometer i tunnlar.